# Josep Marsal i Gaya
Josep Marsal i Gaya (San Roque, 1830 - Les Borges Blanques, 1901) va ésser un notari.
Estudià Dret a la Universitat de Barcelona i continuà els estudis notarials a la Universitat de Saragossa. Destinat com a notari a Les Borges Blanques (1860), on posseïa béns propis, fou un dels introductors del conreu d'arbres fruiters en aquesta zona.
Dins el moviment catalanista fou un dels signants del Missatge a la Reina Regent (1888) i, com afiliat a la Unió Catalanista, va ésser designat delegat a les Assemblees de Manresa (1892), Reus (1893) i Balaguer (1894).